# Królewski Order Wiktoriański
Królewski Order Wiktoriański, daw. Order Królewski Wiktorii (ang. The Royal Victorian Order) – brytyjski order dynastyczny ustanowiony przez królową Wiktorię 21 kwietnia 1896. Przyznawany jest osobom, które oddały szczególne zasługi monarsze brytyjskiemu.
Święto orderu obchodzone jest 20 czerwca, w dzień koronacji królowej Wiktorii. Mottem orderu jest Victoria – imię królowej lub zwycięstwo.

## Historia
Główną przyczyną powstania orderu był fakt, że dwa pozostałe odznaczenia, które monarcha brytyjski może nadawać bez konsultacji z rządem – Order Podwiązki i Order Ostu – mają ściśle limitowaną liczbę jednocześnie żyjących kawalerów. Ponadto należą one do najwyższych honorów państwowych i winny być przyznawane tylko postaciom najwybitniejszym. Królewski Order Wiktoriański może być nadawany bez żadnych ograniczeń, w związku z tym jest najczęściej stosowaną formą symbolicznych podziękowań dla osób zasłużonych dla monarchów.

## Podział na klasy
Order dzieli się na pięć klas:
- I klasa: Kawaler Krzyża Wielkiego lub Dama Krzyża Wielkiego – Knight/Dame Grand Cross (GCVO),
- II klasa: Kawaler Komandor lub Dama Komandor – Knight/Dame Commander (KCVO lub DCVO),
- III klasa: Komandor – Commander (CVO),
- IV klasa: Oficer (dosł. Porucznik) – Lieutenant (LVO),
- V klasa: Kawaler (dosł. Członek) – Member (MVO),

z dodatkowo afiliowanym do orderu trzystopniowym Królewskim Medalem Wiktoriańskim. 
Pierwsza klasa może zostać nadana w postaci łańcucha. Odznaczenie Brytyjczyków pierwszymi dwoma klasami oznacza nadanie również osobistego tytułu szlacheckiego.
Wyglądem odznaki i nazwą nawiązuje do niego również Królewski Łańcuch Wiktoriański, będący jednak zupełnie oddzielnym odznaczeniem.

## Kolejność starszeństwa
W kolejności starszeństwa brytyjskich odznaczeń państwowych poszczególne klasy są wymieszane z innymi klasami różnych orderów w kolejności:

- ...wyższe rangą ordery i klasy...
- Krzyż Wielki Orderu św. Michała i św. Jerzego
- Krzyż Wielki Orderu Wiktoriańskiego
- Krzyż Wielki Orderu Imperium Brytyjskiego
- Order Towarzyszy Honoru
- Kawaler/Dama Komandor Orderu Łaźni
- Kawaler/Dama Komandor Orderu św. Michała i św. Jerzego
- Kawaler/Dama Komandor Orderu Wiktoriańskiego
- Kawaler/Dama Komandor Orderu Imperium Brytyjskiego
- Komandor Orderu Łaźni
- Komandor Orderu św. Michała i św. Jerzego
- Komandor Orderu Wiktoriańskiego
- Komandor Orderu Imperium Brytyjskiego
- Order Wybitnej Służby
- Oficer Orderu Wiktoriańskiego
- Oficer Orderu Imperium Brytyjskiego
- Kawaler Orderu Wiktoriańskiego
- Kawaler Orderu Imperium Brytyjskiego
- ...niższe rangą odznaczenia...